# Lopigna
Lopigna é uma comuna francesa na região administrativa de Córsega, no departamento de Córsega do Sul. Estende-se por uma área de 19,53 km². 